# La Chapelle-près-Sées
Pour les articles homonymes, voir La Chapelle.
La Chapelle-près-Sées est une commune française, située dans le département de l'Orne en région Normandie.

## Géographie

### Localisation
La Chapelle-près-Sées est une commune située en bordure de la forêt d'Écouves sur l'axe Sées-Alençon. Le village est situé à 3,5 kilomètres de Sées qui est une commune limitrophe et 18 kilomètres d'Alençon. Il fait partie du parc naturel régional Normandie-Maine.

### Communes limitrophes
Les communes limitrophes sont  Le Bouillon, Neauphe-sous-Essai, Saint-Gervais-du-Perron et Sées.
| Sées                    | Sées                    | Sées                     |
| Le Bouillon             | La Chapelle-près-Sées   | Sées, Neauphe-sous-Essai |
| Saint-Gervais-du-Perron | Saint-Gervais-du-Perron | Neauphe-sous-Essai       |

### Hydrographie
La commune est traversée par la ligne de partage des eaux entre les bassins hydrographiques Seine-Normandie et Loire-Bretagne. Elle est drainée par le Vande et le ruisseau de la Lavandière,,.
Le Vande, d'une longueur de 22 km, prend sa source dans la commune du Bouillon et se jette  dans la Vézone à Essay, après avoir traversé sept communes. 

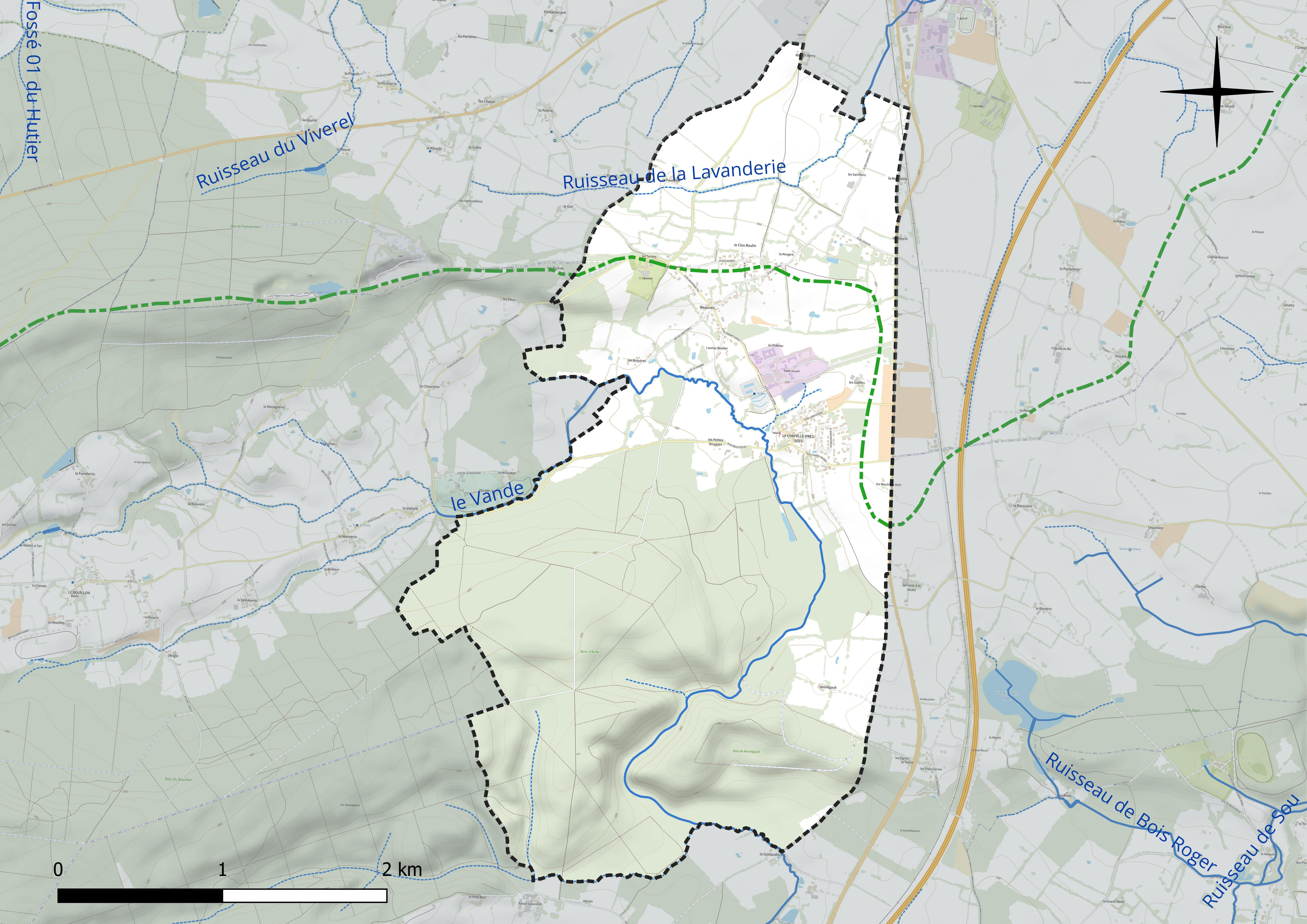
Réseau hydrographique de la Chapelle-près-Sées.

### Climat
Pour des articles plus généraux, voir Climat de la Normandie et Climat de l'Orne.
En 2010, le climat de la commune est de type climat océanique dégradé des plaines du Centre et du Nord, selon une étude du CNRS s'appuyant sur une série de données couvrant la période 1971-2000. En 2020, Météo-France publie une typologie des climats de la France métropolitaine dans laquelle la commune est dans une zone de transition entre le climat océanique et le climat océanique altéré et est dans la région climatique Normandie (Cotentin, Orne), caractérisée par une pluviométrie relativement élevée (850 mm/a) et un été frais (15,5 °C) et venté. Parallèlement le GIEC normand, un groupe régional d’experts sur le climat, différencie quant à lui, dans une étude de 2020, trois grands types de climats pour la région Normandie, nuancés à une échelle plus fine par les facteurs géographiques locaux. La commune est, selon ce zonage, exposée à un « climat des plateaux abrités », se caractérisant par une pluviométrie et des contraintes thermiques modérées mais aussi, par effet de continentalité, des températures plus contrastées qu'au nord dans la plaine de Caen, avec communément 10 à 15 jours par an de plus de froid en hiver et de chaleur en été.
Pour la période 1971-2000, la température annuelle moyenne est de 10,2 °C, avec une amplitude thermique annuelle de 14,1 °C. Le cumul annuel moyen de précipitations est de 777 mm, avec 12,3 jours de précipitations en janvier et 7,8 jours en juillet. Pour la période 1991-2020, la température moyenne annuelle observée sur la station météorologique la plus proche, située sur la commune de Villeneuve-en-Perseigne à 15 km à vol d'oiseau, est de 10,8 °C et le cumul annuel moyen de précipitations est de 770,2 mm,. Pour l'avenir, les paramètres climatiques de la commune estimés pour 2050 selon différents scénarios d’émission de gaz à effet de serre sont consultables sur un site dédié publié par Météo-France en novembre 2022.

## Urbanisme

### Typologie
Au 1er janvier 2024, La Chapelle-près-Sées est catégorisée commune rurale à habitat dispersé, selon la nouvelle grille communale de densité à sept niveaux définie par l'Insee en 2022.
Elle est située hors unité urbaine. Par ailleurs la commune fait partie de l'aire d'attraction d'Alençon, dont elle est une commune de la couronne,. Cette aire, qui regroupe 89 communes, est catégorisée dans les aires de 50 000 à moins de 200 000 habitants,.

### Occupation des sols

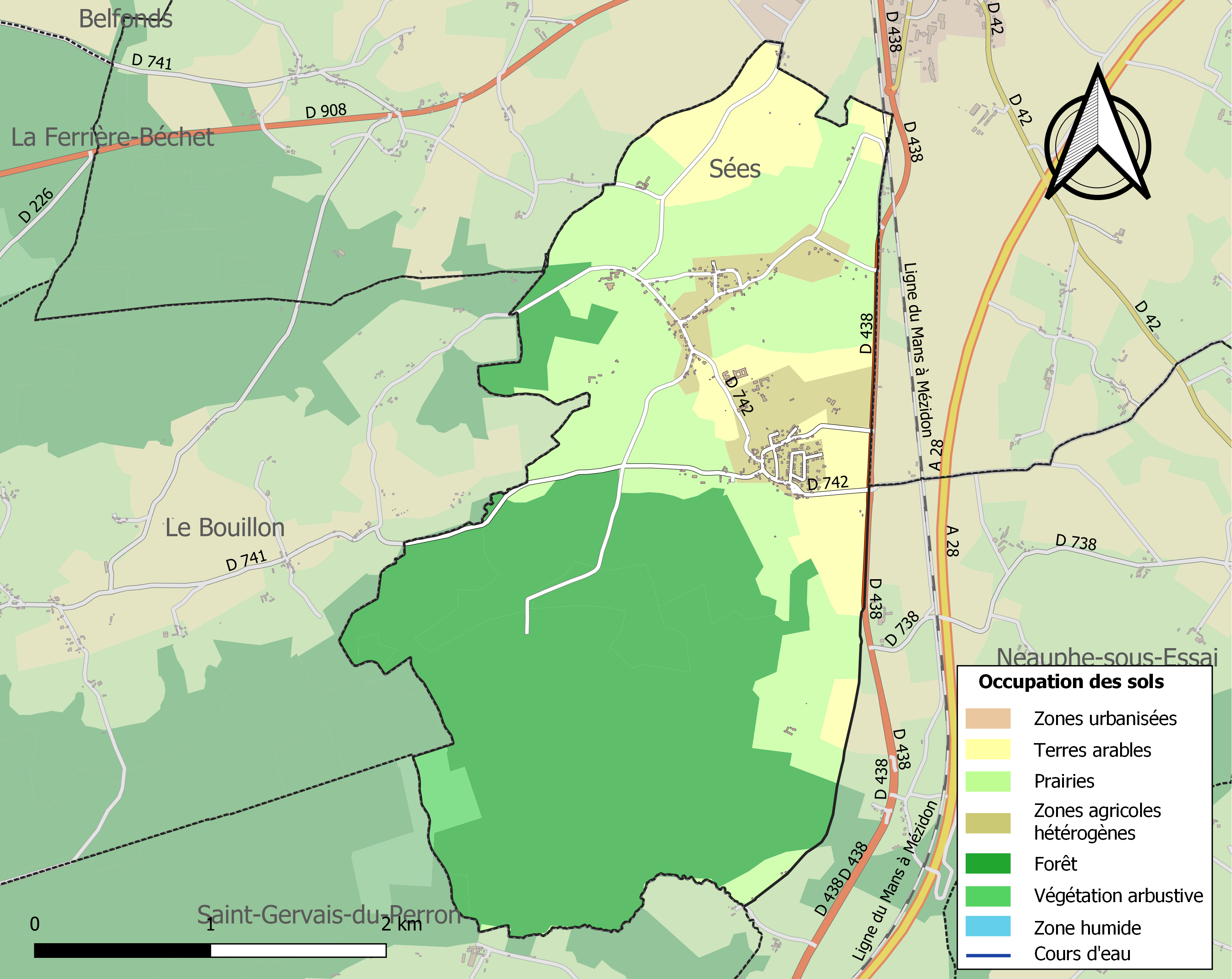
Carte des infrastructures et de l'occupation des sols de la commune en 2018 (CLC).

L'occupation des sols de la commune, telle qu'elle ressort de la base de données européenne d’occupation biophysique des sols Corine Land Cover (CLC), est marquée par l'importance des forêts et milieux semi-naturels (51,9 % en 2018), une proportion identique à celle de 1990 (51,9 %). La répartition détaillée en 2018 est la suivante : 
forêts (50,7 %), prairies (29,1 %), terres arables (12,1 %), zones agricoles hétérogènes (6,9 %), milieux à végétation arbustive et/ou herbacée (1,2 %). L'évolution de l’occupation des sols de la commune et de ses infrastructures peut être observée sur les différentes représentations cartographiques du territoire : la carte de Cassini (XVIIIe siècle), la carte d'état-major (1820-1866) et les cartes ou photos aériennes de l'IGN pour la période actuelle (1950 à aujourd'hui).

### Habitat et logement
En 2020, le nombre total de logements dans la commune était de 190, alors qu'il était de 188 en 2015 et de 149 en 2010.
Parmi ces logements, 91,4 % étaient des résidences principales, 3,5 % des résidences secondaires et 5,2 % des logements vacants. Ces logements étaient pour 99 % d'entre eux des maisons individuelles et pour 1 % des appartements.
Le tableau ci-dessous présente la typologie des logements à la La Chapelle-près-Sées en 2020 en comparaison avec celle de l'Orne et de la France entière. Une caractéristique marquante du parc de logements est ainsi une proportion de résidences secondaires et logements occasionnels (3,5 %) inférieure à celle du département (10,6 %)et à celle de la France entière (9,7 %). Concernant le statut d'occupation de ces logements, 86,5 % des habitants de la commune sont propriétaires de leur logement (82,5 % en 2015), contre 64,3 % pour l'Orne et 57,5 pour la France entière.
| Typologie                                               | La Chapelle-près-Sées | Orne | France entière |
| ------------------------------------------------------- | --------------------- | ---- | -------------- |
| Résidences principales (en %)                           | 91,4                  | 78,4 | 82,1           |
| Résidences secondaires et logements occasionnels (en %) | 3,5                   | 10,6 | 9,7            |
| Logements vacants (en %)                                | 5,2                   | 11,1 | 8,2            |

## Toponymie
Le nom de la localité est attesté sous les formes Capella vers 1089 ; Capella juxïa Sagium entre 1202 et 1220 ; La Chapelle en 1793.
Le toponyme fait partie des nombreux noms de localités La Chapelle en France. Il fait référence à un modeste lieu de culte, nommé ainsi à l'image de la chapelle palatine d'Aix-la-Chapelle abritant la relique de la chape de saint Martin de Tours.

Sées est le chef-lieu de canton limitrophe.
Le gentilé est Castelsagien.

## Politique et administration

### Rattachements administratifs et électoraux

#### Rattachements administratifs
La commune se trouve dans l'arrondissement d'Alençon du département de l'Orne.
Elle faisait partie depuis 1793 du canton de Sées. Dans le cadre du redécoupage cantonal de 2014 en France, cette circonscription administrative territoriale a disparu, et le canton n'est plus qu'une circonscription électorale.

#### Rattachements électoraux
Pour les élections départementales, la commune fait partie depuis 2014 d'un  nouveau canton de Sées porté de 13 à 24 communes.
Pour l'élection des députés, elle fait partie de la première circonscription de l'Orne.

### Intercommunalité
La Chapelle-près-Sées était membre de la communauté de communes du Pays de Sées, un établissement public de coopération intercommunale (EPCI) à fiscalité propre créé en 2001 et auquel la commune avait transféré un certain nombre de ses compétences, dans les conditions déterminées par le code général des collectivités territoriales.
Conformément aux prescriptions de la loi de réforme des collectivités territoriales du 16 décembre 2010, qui a prévu le renforcement et la simplification des intercommunalités et la constitution de structures intercommunales de grande taille, cette intercommunalité a fusionné avec ses voisines pour former, le 1er janvier 2013, la communauté de communes des Sources de l'Orne, dont est désormais membre la commune.

### Administration municipale
Compte-tenu de la population de la commune, son  conseil municipal est composé de onze membres dont le maire et ses adjoints.

### Liste des maires
| Période                                  | Période                        | Identité              | Étiquette | Qualité                                       |
| ---------------------------------------- | ------------------------------ | --------------------- | --------- | --------------------------------------------- |
| Les données manquantes sont à compléter. |                                |                       |           |                                               |
|                                          |                                |                       |           |                                               |
| avant 1972                               |                                | M. Jarry              |           |                                               |
|                                          |                                |                       |           |                                               |
| 1995                                     | mars 2014                      | Jacques Septier       | SE        | Artisan retraité                              |
| mars 2014                                | octobre 2023                   | Jean-Pierre Baëlde    | SE        | Technicien géomètre retraité Mort en fonction |
| octobre 2024                             | En cours (au 322 octobre 2024) | Jean-Michel Cuisinier |           | Tailleur de pierres à la retraite             |

## Démographie
L'évolution du nombre d'habitants est connue à travers les recensements de la population effectués dans la commune depuis 1793. Pour les communes de moins de 10 000 habitants, une enquête de recensement portant sur toute la population est réalisée tous les cinq ans, les populations de référence des années intermédiaires étant quant à elles estimées par interpolation ou extrapolation. Pour la commune, le premier recensement exhaustif entrant dans le cadre du nouveau dispositif a été réalisé en 2006.

En 2022, la commune comptait 488 habitants, en évolution de +7,49 % par rapport à 2016 (Orne : −3,21 %, France hors Mayotte : +2,11 %).
| 1793 | 1800 | 1806 | 1821 | 1836 | 1841 | 1846 | 1851 | 1856 |
| ---- | ---- | ---- | ---- | ---- | ---- | ---- | ---- | ---- |
| 250  | 272  | 305  | 301  | 337  | 341  | 327  | 302  | 252  |

| 1861 | 1866 | 1872 | 1876 | 1881 | 1886 | 1891 | 1896 | 1901 |
| ---- | ---- | ---- | ---- | ---- | ---- | ---- | ---- | ---- |
| 280  | 275  | 257  | 233  | 263  | 225  | 244  | 225  | 206  |

| 1906 | 1911 | 1921 | 1926 | 1931 | 1936 | 1946 | 1954 | 1962 |
| ---- | ---- | ---- | ---- | ---- | ---- | ---- | ---- | ---- |
| 176  | 226  | 217  | 208  | 206  | 180  | 226  | 217  | 203  |

| 1968 | 1975 | 1982 | 1990 | 1999 | 2006 | 2011 | 2016 | 2021 |
| ---- | ---- | ---- | ---- | ---- | ---- | ---- | ---- | ---- |
| 178  | 186  | 199  | 342  | 355  | 379  | 460  | 454  | 475  |

| 2022 | - | - | - | - | - | - | - | - |
| ---- | - | - | - | - | - | - | - | - |
| 488  | - | - | - | - | - | - | - | - |

## Culture locale et patrimoine

### Lieux et monuments
- Église Saint-Pierre.

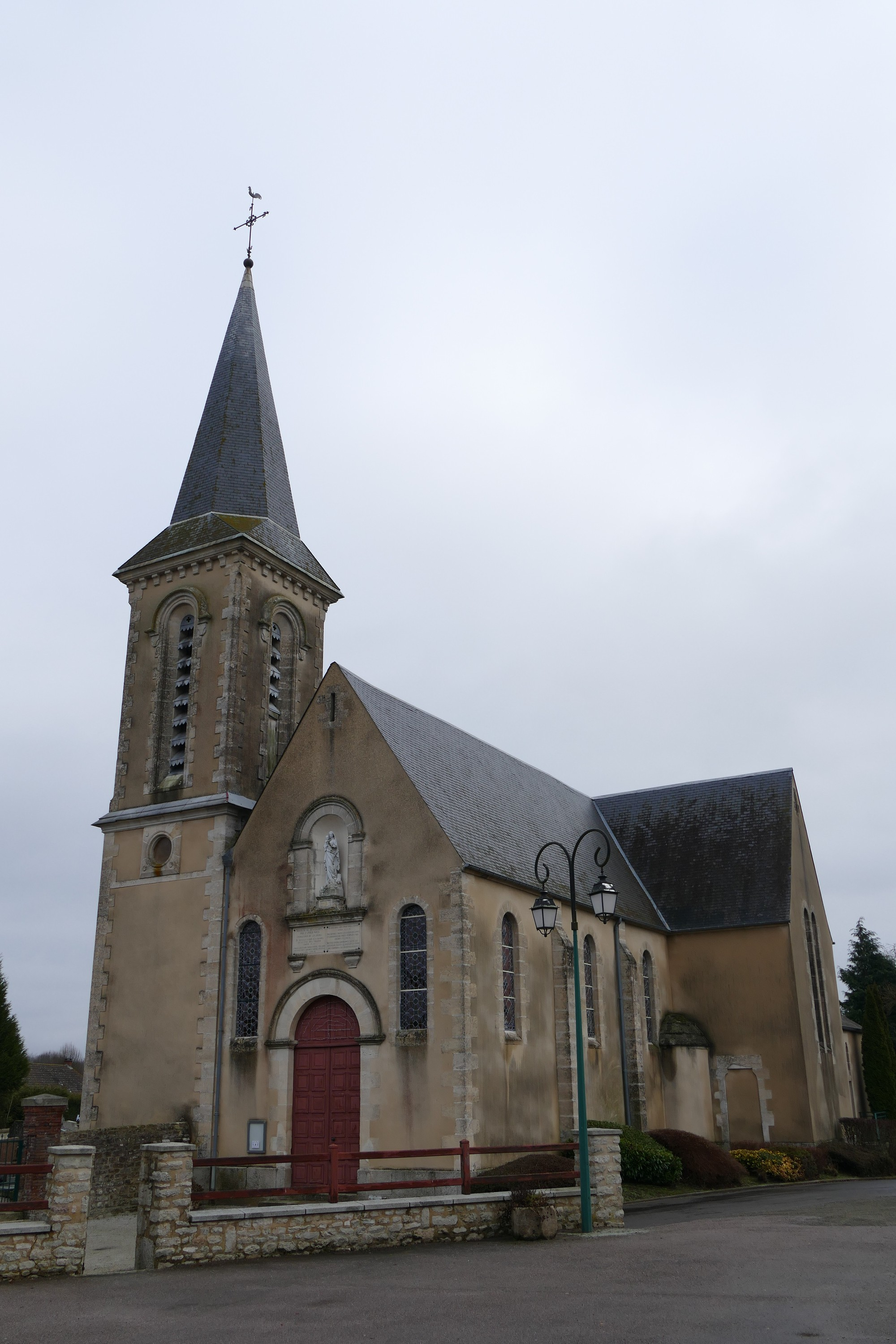
Façade de l'église Saint-Pierre.

- Château accueillant un établissement médico-social administré par la fondation Anaïs et destiné à l’accueil des enfants et adolescents handicapés[32].
- Forêt d'Écouves.

widths="200px"
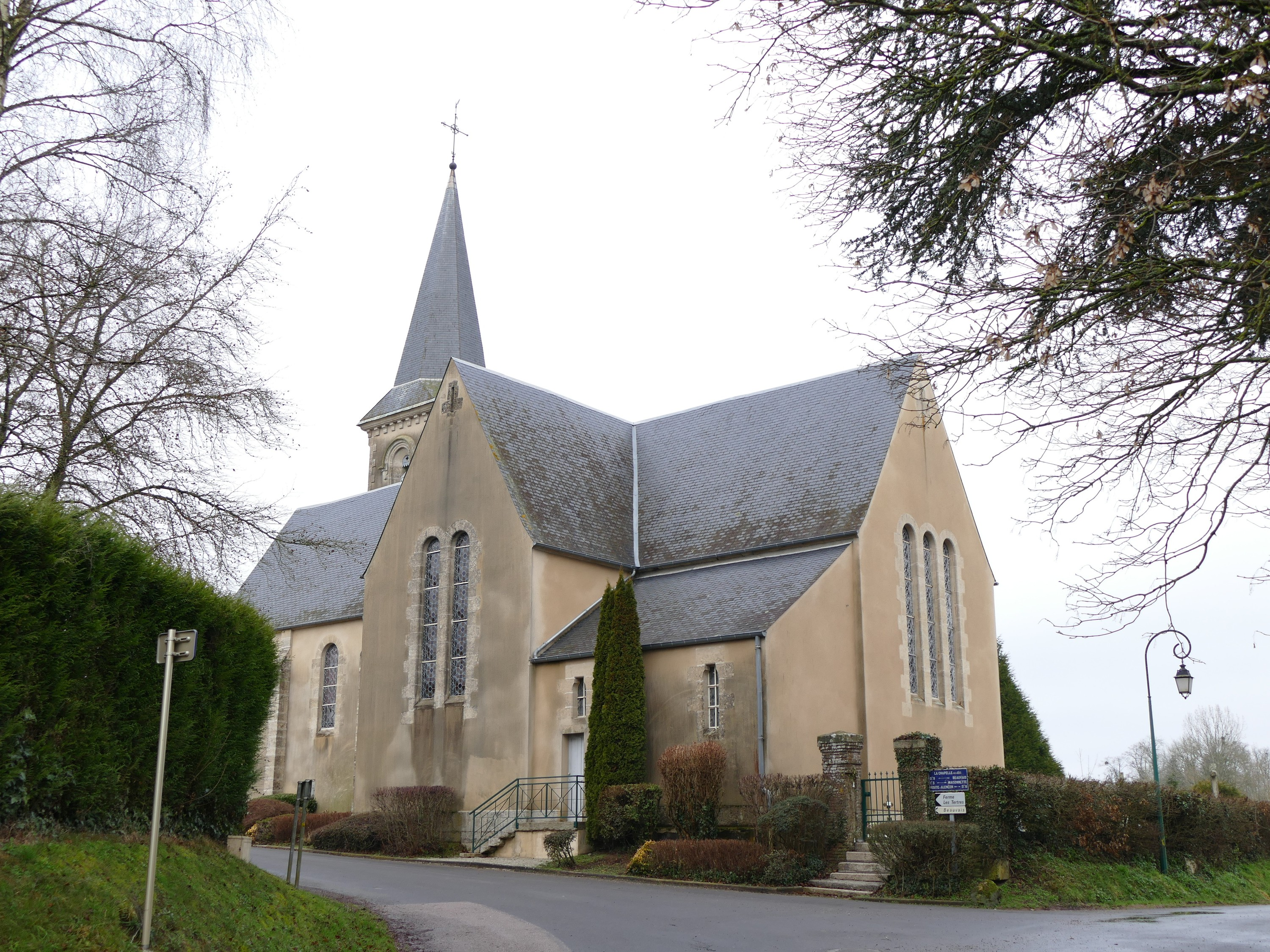
Côté de l'église
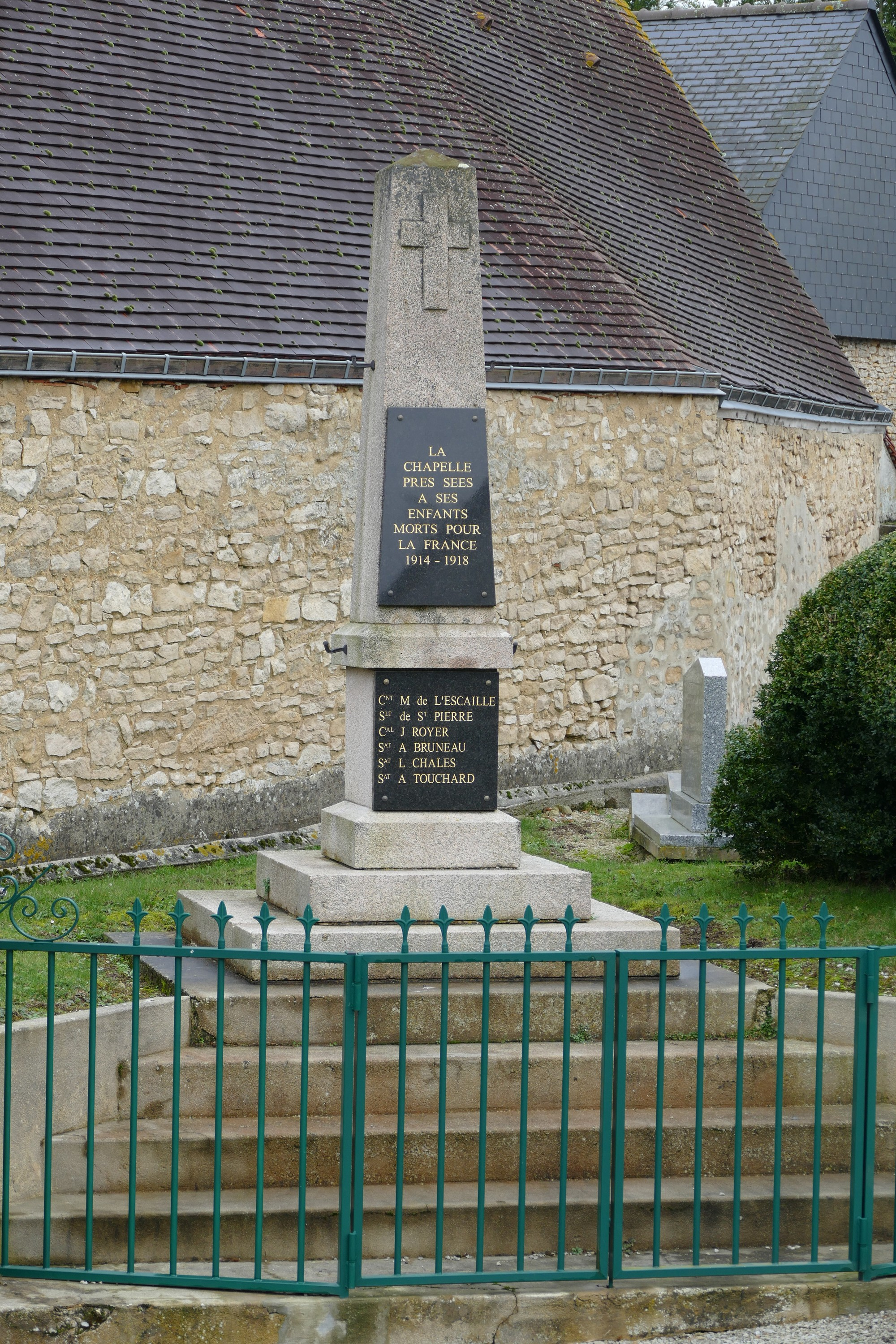
Monument aux morts.

## Pour approfondir